# Virgen Comendadora de la Merced
La Virgen Comendadora de la Merced es una talla de los siglos xvi o xviii atribuida a José Montes de Oca y a Jerónimo Hernández. Está ubicada en la capilla del Museo de Bellas Artes de Sevilla, en Andalucía (España).

## Historia

### Emplazamiento
La Virgen Comendadora de la Merced fue originalmente emplazada en el coro de la Casa Grande de la Merced Calzada (actual Museo de Bellas Artes), siendo por ello denominada «Virgen del Coro», aunque también acabaría siendo conocida como «Virgen del Rayo» debido a que durante una tormenta un rayo impactó en el coro y provocó serios daños en los bienes del convento, quedando intacta la imagen de la Virgen. La talla siguió conservándose en el mismo lugar tras la expropiación del inmueble en 1835 con motivo de la desamortización de Mendizábal, aunque no en su emplazamiento original, pasando a custodiarse en la capilla del museo.

### Accidente y descubrimiento
El 15 de febrero de 1992 sufrió graves daños al romperse en varios fragmentos a causa de una caída fortuita desde el sitial donde se exhibía, siendo restaurada con éxito por Francisco Berlanga, quien durante el proceso de reparación descubrió en el interior de la figura un pergamino el cual interpretó como una restauración anónima acometida en el siglo xviii, lo que desencadenaría dudas sobre la autoría de la talla.

### Atribución y datación
Actualmente son dos los escultores a quienes se atribuye la autoría de la imagen: José Montes de Oca y Jerónimo Hernández. La atribución a este último fue defendida en el siglo xx por el catedrático José Hernández Díaz en base a la tesis propuesta por el investigador Celestino López Martínez: 

El erudito López Martínez fecha esta soberana imagen en 1584, y apunta la atribución a Jerónimo Hernández, clasificación que suscribo en plenitud. La monumentalidad compositiva, las perfecciones del dibujo, modelado y talla son las utilizadas en la producción de este excepcional imaginero. Su policromía corresponde al siglo xviii…

Sin embargo, y pese a que también se llegó a postular al arquitecto Juan de Oviedo, Montes de Oca es considerado generalmente como el autor de la imagen, surgiendo esta atribución en 1800 de la mano de Juan Agustín Ceán Bermúdez, postura compartida por Antonio Torrejón Díaz, quien retrasó la ejecución de la talla hacia 1735, si bien el hallazgo de 1992 volvió a poner en duda esta atribución, habiéndose considerado ya anteriormente la posibilidad de que no fuese una pieza original sino el resultado de la remodelación de una obra precedente.

## Descripción
La imagen, de 1,75 metros de alto y realizada en madera policromada, dorada y estofada, luce un rostro maduro aunque dotado de formas suaves y redondeadas, en el que destacan una boca entreabierta, un pequeño hoyuelo en el mentón, una nariz prominente y unos ojos casi cerrados con la vista dirigida al suelo. La melena presenta raya al medio y caída a ambos lados de la cara, posándose delicadamente sobre los hombros y el tórax, donde se forman marcadas ondulaciones. El brazo derecho de la Virgen está flexionado y la mano posada sobre el pecho, mientras que el otro brazo reposa casi a la altura del regazo al tiempo que la mano izquierda sostiene un Libro de las Horas a modo de acompañamiento del rezo litúrgico de la comunidad de mercedarios.
Viste el hábito de la orden, compuesto por una túnica, un escapulario y una capa ricamente decorados con estofados barrocos, destacando a su vez el escudo de los mercedarios a modo de broche en el escote, donde se unen los extremos de la capa. Los ropajes presentan pliegues anchos de escaso volumen y cierto vuelo gracias a la doblez de una de las esquinas del escapulario, si bien la imagen destaca en su totalidad por su ausencia de movimiento, aunque sin llegar a caer en la estaticidad típica de muchas imágenes sedentes. La Virgen, quien parece inclinarse hacia delante, se halla sentada en un trono a imagen y semejanza del relato de la aparición experimentada por San Pedro Nolasco, ataptándose la capa a la hechura del asiento y del respaldo en vez de mostrar una caída libre. 
El trono presenta una arquitectura típica del barroco: resaltan en la zona superior del respaldo motivos de rocalla y dos querubines de cuerpo entero enmarcando el rostro de María, hallándose dispuestos a su vez los rostros en relieve de tres serafines bajo el arco de medio punto sobre el que reposan los querubines. A los pies de la Virgen, a modo de escabel, se hallan las cabezas aladas de varios serafines, algunas de frente, otras de perfil y otras giradas hacia abajo, lo que dota de mucho movimiento a la obra, creando la sensación de que los ángeles están revoloteando a los pies de María. De acuerdo con Álvaro Dávila-Armero del Arenal, las figuras angelicales, el hoyuelo del mentón de la Virgen y la madurez de su rostro son los detalles que han permitido atribuir la imagen a Montes de Oca.

## Legado
La Virgen Comendadora de la Merced está considerada como una de las mejores obras de Montes de Oca junto con un San José de 1743 venerado en la Iglesia de San Isidoro de Sevilla, relacionándosela a su vez a nivel estilístico y compositivo con la Virgen Comendadora del Convento de La Merced Calzada de Écija. Del mismo modo, Ceán Bermúdez la cita como una de sus esculturas más destacadas junto con la Dolorosa de la Hermandad de los Servitas, la Santa Ana custodiada en la Iglesia de El Salvador, y la Dolorosa de la Iglesia de Nuestra Señora del Mayor Dolor de Aracena, perdida en un incendio en 1795.